# RCK-Challenge
Die RCK-Challenge, vormals HPI-Challenge oder auch LRP-HPI-Challenge, ist eine von RC-KleinKram organisierte Rennserie für ferngesteuerte Autos in Deutschland und Österreich. Sie wurde von der LRP electronic ins Leben gerufen. Sie wird in mehreren Klassen in offenen Rennen ausgetragen, in denen es möglich ist, sich für die jährlich stattfindende deutsche Meisterschaft zu qualifizieren. Die Rennen werden nur auf Glattbahnen ausgetragen, also Rennstrecken auf Beton, Asphalt oder Teppich. Mit fast 300 Teilnehmern ist sie eine der größten RC-Rennserien in Deutschland.
Mit der LRP-Challenge hatte die Serie außerdem ein Pendant auf losem Untergrund. Anfang der 2000er-Jahre gab es zusätzlich die LRP-Nitro-Challenge für RC-Autos mit Verbrennungsmotor.

## Austragungsmodus
Von Sommer bis Sommer des Folgejahres werden jeweils offene Rennen in allen Klassen der Challenge ausgetragen. In jedem ist es möglich Punkte in seiner Regionalwertung (Nord, Ost, Süd, West, Mitte) einzufahren. Die Punktbesten jeder Region und Klasse qualifizieren sich zur Deutschen Meisterschaft. Diese wird an einem Rennwochenende im Sommer entschieden und bildet den Abschluss der Saison.
Eine Ausnahme bildete hierbei die Saison 2019/2022. Aufgrund der Corona-Pandemie war die erste Saison der RCK-Challenge zugleich auch die längste Saison in der Geschichte der Challenge.
Üblicherweise finden die Rennen der Sommersaison im Freien statt, während im Winter Hallenrennen auf Teppich ausgetragen werden.

## Klassen
Es werden ausschließlich Klassen mit Fahrzeugen im Maßstab 1:10 angeboten, die von Elektromotoren angetrieben werden.
Seit der Saison 2019/2022 gibt es vier Klassen. Als langsamste Klasse gibt es die FWD für frontangetriebene Tourenwagen. Alle anderen Klassen sind offen für allradgetriebene Tourenwagen. Diese unterscheiden sich durch verschieden starke Motorisierungen und Übersetzungen. Alle Klassen nutzen einen Einheitsreifen.
Im Lauf der Saison 2022/23 wurde die Klasse Clubman eingeführt, welche einen sehr günstigen Einstieg in den Rennsport ermöglichen soll.

### Ehemalige Klassen
Für Einsteiger gab es die Klasse Rookie bzw. Porsche mit einfachen Chassis und schwacher Motorisierung. Über ihr stand die Classic, in der mit stärkeren Motoren und klassisch anmutenden Karosserien an der Start gegangen wurde.
Für richtige Renntourenwagen gab es die Klassen 17,5T und Stock. Sie sind vergleichbar mit den Top-Klassen der Euro Touring Series. In der 17,5T werden Gran-Turismo-Karosserien gefahren, während die Stock nur rennoptimierte Karosserien nutzt. Beide unterscheiden sich zusätzlich in der stärke der Motorisierung.
Über die Jahre haben sich die Klassen verändert. So gab es zum Beispiel einige Jahre lang eine Klasse für Formel-1-Autos oder auch Le-Mans-Prototypen.

## Deutsche Meister
Seit dem Jahr 2000 wird regelmäßig eine deutsche Meisterschaft ausgetragen. 2020 konnte bedingt durch die COVID-19-Pandemie in Deutschland keine deutsche Meisterschaft veranstaltet werden.

### RCK-Challenge
| Saison  | Jahr         | FWD                 | GT           | Stock       | Super Stock | Clubman |
| ------- | ------------ | ------------------- | ------------ | ----------- | ----------- | ------- |
| 2022/23 | Hann. Münden |                     |              |             |             |         |
| Saison  | Jahr         | =                   | =            | =           | =           | -       |
| 2019/22 | Mettenheim   | Alexander Aslanides | Manfred Gräf | Daniel Lode | *           | -       |

- nicht vergeben, da keine Starter bei der DM

### HPI-Challenge / LRP-HPI-Challenge
| Saison  | Ort          | Classic          | 17,5T                                | Stock                | Porsche             | -                  |
| ------- | ------------ | ---------------- | ------------------------------------ | -------------------- | ------------------- | ------------------ |
| 2018/19 | Bernau       | Sven Miether     | Torsten Baggendorf                   | Stefan Schulz        | Nele Knodel         | -                  |
| Jahr    | Ort          | =                | =                                    | =                    | Rookie              | LMP                |
| 2018    | Andernach    | Valentin Junker  | Dennis Miether                       | Patrick Gassauer     | Erik Kilian         | Thorsten Ulrich    |
| 2017    | Bad Berneck  | Florian Schimm   | Daniel Pöhlmann                      | Tony Streit          | Christian Bräutigam | Thorsten Ulrich    |
| Jahr    | Ort          | =                | =                                    | =                    | =                   | Formel             |
| 2016    | Hann. Münden | Tobias Dietrich  | Jochen Janik                         | Patrick Gassauer     | Julian Garbi        | -                  |
| 2015    | Burgdorf     | Tobias Schuster  | Alexander Becker GT: Ingo Herschbach | Thimo Weissbauer     | Janine Fischer      | -                  |
| 2014    | Andernach    | Karsten Bartsch  | Daniel Anthes                        | Oliver Franke        | Dennis Klappert     | -                  |
| 2013    | Hann. Münden | Ian Schacht      | Sebastian Meibörg                    | Kevin Blume          | Martin Ciongawa     | -                  |
| 2012    | Hamm-Uentrop | Niklas Engelmann | Jill Bartsch                         | Oliver Franke        | Sven Müller         | Jan Ratheisky      |
| 2011    | Höckendorf   | Marcel Brumm     | Matthias Keding                      | Tony Streit          | Daniel Anthes       | Matthias Poggensee |
| 2010    | Wiesbaden    | Alex Piperato    | Michael Spiering                     | Daniel Horn          | Oliver Keim         | Karsten Bartsch    |
| 2009    | Burgdorf     | Jens Bunge       | Sebastian Wagner                     | Martin Schmidt       | Falko Thorhauer     | -                  |
| Jahr    | Ort          | =                | =                                    | =                    | Super Sport         |                    |
| 2008    | Andernach    | Anton Sobota     | Tim Bauer                            | Tony Streit          | Patrick Gassauer    | -                  |
| Jahr    | Ort          | GTI              | Stock                                | 17T                  |                     |                    |
| 2007    | Andernach    | Andre Pribbenow  | Oliver Basdorf                       | Bastian Schäfer      | Patrick Gassauer    | -                  |
| 2006    | Nördlingen   | Sebastian Weiß   | Tony Streit                          | Bastian Schäfer      | Patrick Gassauer    | -                  |
| Jahr    | Ort          | =                | Sport                                | =                    |                     |                    |
| 2005    | Rüsselsheim  | Bastian Schäfer  | Patrick Garbi                        | Daniel Sieber        | Patrick Gassauer    | -                  |
| 2004    | Rüsselsheim  | Thorsten Faber   | Peter Sobota                         | Ronald Völker        | Christian Mertke    |                    |
| Jahr    | Ort          | =                | =                                    | Pro                  |                     |                    |
| 2003    | Walsum       | Oliver Basdorf   | Thomas Günsel                        | Sebastian Fränzschky | -                   | -                  |
| Jahr    | Ort          | Mini             | =                                    | =                    |                     |                    |
| 2002    | Rüsselsheim  | Peter Sobota     | Michael Keß                          | Christian Donath     | -                   | -                  |
| 2001    | Burgdorf     | Thomas Volz      | Patrick Gassauer                     | Steffen Leinburger   | -                   | -                  |
| 2000    | Burgdorf     | Eberhardt Beck   | Boris Herzog                         | Tobias Wiebach       | -                   | -                  |

## Österreich-Meister
Seit 2001 wurde eine österreichische Meisterschaft ausgetragen. Aufgrund kleiner Starterzahlen wurde diese letztmals 2012 abgehalten. Trotz diesem Umstand werden weiterhin Läufe zur LRP-HPI-Challenge in Österreich abgehalten.
| Jahr |                 | Classic              | 17,5T              | Stock                | Super Sport         | Formel             |
| ---- | --------------- | -------------------- | ------------------ | -------------------- | ------------------- | ------------------ |
| 2012 | Wiener Neustadt | Toni Stang           | Markus Winkler     | Dominic Vogl         |                     | Konrad Pühringer   |
| 2011 | Steyregg        | Hannes Zuckerstätter | Matthias Urban     | Dominic Vogl         |                     | Hermann Böhz       |
| 2010 | Wiener Neudorf  | Philipp Märzinger    | Herbert Weber      | Rene Kölbel          |                     | Christoph Grach    |
|      |                 |                      | Stock              | Super Stock          |                     |                    |
| 2009 | Steyregg        | Hans-Jürgen Tormann  | Alfred Fälbl       | Oliver Grimm         |                     |                    |
| 2008 | Krieglach       | Harald Rosskogler    | Roland Pentz       | Oliver Grimm         | Günther Baumgartner |                    |
|      |                 | GTI                  | Stock              | 17T                  |                     |                    |
| 2007 | Wien            | Philipp Stocker      | Wolfgang Meissl    | Oliver Grimm         | Andreas Fink        |                    |
| 2006 | Steyregg        | Christian Wukonik    | Harald Gritzer     | Mario Sailer         | Toni Eder           |                    |
|      |                 |                      | Sport              |                      |                     | Nitro Sport        |
| 2005 | Klagenfurt      | Alexander Kurka      | Reinhard Märzinger | Thomas Plank         | keine Starter       | keine Starter      |
| 2004 | Grafenwörth     | Johann Muth          | M. Schlüsselberger | W. Spannbruckner     | Hermann Böhz        | Hermann Böhz       |
|      |                 | GTI                  |                    | Pro                  |                     |                    |
| 2003 |                 | Karl Pesek           | Erick Liboswar     | Rudolf Pletka        |                     | Reinhard Märzinger |
|      |                 | Mini                 |                    |                      |                     |                    |
| 2002 | Wiener Neustadt | Rudolf Pletka        | Werner Puchas      | Werner Spannbruckner |                     |                    |
| 2001 | Wiener Neudorf  | Hermann Böhz         | Anton Weisi        | Markus Reinisch      |                     |                    |